# كيلي برايت
كيلي برايت (بالإنجليزية: Kellie Bright)‏ هي ممثلة بريطانية، ولدت في 1 يونيو 1976 في إسكس في المملكة المتحدة.

## وصلات خارجية
- كيلي برايت على موقع IMDb (الإنجليزية)
- كيلي برايت على موقع ألو سيني (الفرنسية)
- كيلي برايت على موقع أول موفي (الإنجليزية)
- كيلي برايت على موقع قاعدة بيانات الأفلام السويدية (السويدية)
- كيلي برايت على موقع قاعدة بيانات الفيلم (الإنجليزية)
- كيلي برايت على موقع كينوبويسك (الروسية)